# Miki Janković
Miki Janković (* 26. September 1994 in Belgrad) ist ein serbischer Tennisspieler.

## Karriere
Janković war bis 2012 auf der ITF Juniour Tour aktiv und erzielte dort vielversprechende Ergebnisse. Anfang 2012 erreichte er dort mit Rang 26 seine beste Platzierung. Bei den Junior-Grand-Slam-Turnieren schaffte er 2011 in Roland Garros mit dem Viertelfinaleinzug als Qualifikant im Einzel und dem Halbfinaleinzug im Doppel beim selben Turnier sein jeweils bestes Resultat.
2011 spielte der Serbe seine ersten Turniere auf der ITF Future Tour und stand Ende des Jahres erstmals in den Top 1000 der Tennisweltrangliste. 2012 kam er zu seinem einzigen Auftritt auf der ATP World Tour, als er beim World Team Cup 2012 für Serbien in zwei Doppelpartien zum Einsatz kam. Obwohl er beides Mal verlor, gewann Serbien das Turnier. In den nächsten zwei Jahren verbesserte sich Janković weiter kontinuierlich. Bei den Challengers in Meerbusch und Meknès gewann er erste Matches auf der nächsthöheren Turnierkategorie. 2014 und 2015 gewann er drei Future-Titel und erreichte in Prag zudem sein erstes Challenger-Viertelfinale. Nach zwei weiteren Viertelfinals 2016 erreichte er im August mit Rang 256 seinen Karrierebestwert. Im Doppel gewann er insgesamt vier Futures und stand ebenfalls 2016 mit Rang 432 am höchsten. Im September 2017 entschied Janković wegen anhaltender Hüftbeschwerden seine Karriere zu beenden und eine Karriere als Tennistrainer zu forcieren.